# Duo d'escrocs
Pour l’article homonyme, voir Love Punch.
Pour plus de détails, voir Fiche technique et Distribution.
Duo d'escrocs (The Love Punch) est un film britannique écrit et réalisé par Joel Hopkins, sorti en 2013.

## Synopsis
Un vieux couple divorcé s'associe pour récupérer l'argent de leur retraite qui leur a été extorqué par un riche homme d'affaires sur le point d'épouser une jeune fille. La flamme de l'amour va-t-elle renaître ?

## Fiche technique
- Titre original : Love Punch
- Titre français : Duo d'escrocs
- Titre québécois : Coup de coeur
- Réalisation et scénario : Joel Hopkins
- Musique : Jean-Michel Bernard
  - Supervision musicale : My Melody
- Photographie : Jérôme Alméras
- Montage : Susan Littenberg
- Production : Jean-Charles Levy, Clément Miserez, Tim Perell et Nicola Usborne
- Sociétés de production : Process Media, Love Punch et Radar Films
- Sociétés de distribution : Entertainment One (Royaume-Uni) ; SND (France)
- Pays d'origine :  Royaume-Uni
- Langue : anglais et français
- Durée : 95 minutes
- Dates de sortie :
  - Canada : 12 septembre 2013 (Festival international du film de Toronto)
  - Royaume-Uni : 26 décembre 2013
  - France : 2 juillet 2014

## Distribution
- Pierce Brosnan (VF : Emmanuel Jacomy) : Richard Jones
- Emma Thompson (VF : Frédérique Tirmont) : Kate Jones
- Celia Imrie (VF : Marie-Martine) : Penelope
- Timothy Spall (VF : Vincent Grass) : Jerry
- Louise Bourgoin (VF : elle-même) : Manon Fontaine
- Laurent Lafitte (VF : lui-même) : Vincent Matthias Kruger
- Marisa Berenson (VF : elle-même) : Catherine, la gérante de l'hôtel
- Olivier Chantreau : Jean-Baptiste Durain
- Ellen Thomas (VF : Martine Maximin) : Doreen
- Tuppence Middleton : Sophie Jones
- Jack Wilkinson : Matt Jones
- Adam Byron (VF : Nathanel Alimi) : Tyler, le coloc
- Eleanor Matsuura : Michaela
- Jordan Jones : l'amant de Michaela
- Sabine Crossen : la femme Texane
- Jean-Louis Barcelona (VF : lui-même) : le garde saoul

Sources et légende : Version française (V. F.) sur RS Doublage et selon la Gazette du doubage

## Box office
| Pays ou région | Box-office          | Date d'arrêt du box-office | Nombre de semaines |
| -------------- | ------------------- | -------------------------- | ------------------ |
| France         | 114 482 spectateurs | 8 juillet 2014             | 1                  |

## Distinctions

### Sélections
- Festival international du film de Toronto 2013 : sélection « Gala Presentations »